# Pičhora
Pičhora je nevelký kopec (232 m n. m.) či ostroh v jižní části obce Dobřichov v okrese Kolín. V době římské (1.–4. století našeho letopočtu) se zde nalézalo významné markomanské pohřebiště z doby Marobudovy říše, doložené 160 archeologicky prozkoumanými žárovými hroby a spojované přímo s Marobudem a jeho vojenskou družinou. Stojí zde i ojedinělý pomník archeologického výzkumu.
Žárové pohřebiště bylo objeveno v dubnu roku 1896 dělníky Macháčkovy cihelny při těžbě štěrku a písku pro stavbu silnice. Výzkum na lokalitě provedl Jan Waněk, ředitel lichtenštejnského velkostatku v Radimi, pod dohledem archeologa Josefa Ladislava Píče. Při zajišťovacím výzkumu V. Sakaře v roce 1988 již nebyly žádné další hroby objeveny. Nálezy z Pičhory byly umístěny do Národního muzea v Praze. Jejich úplné odborné vyhodnocení provedl až v letech 1996–1998 Eduard Droberjar, kustod sbírek doby římské a doby stěhování národů Národního muzea. Souhrnné poznatky popsal v roce 1999 v publikaci Dobřichov-Pičhora, žárové pohřebiště starší doby římské v Čechách.

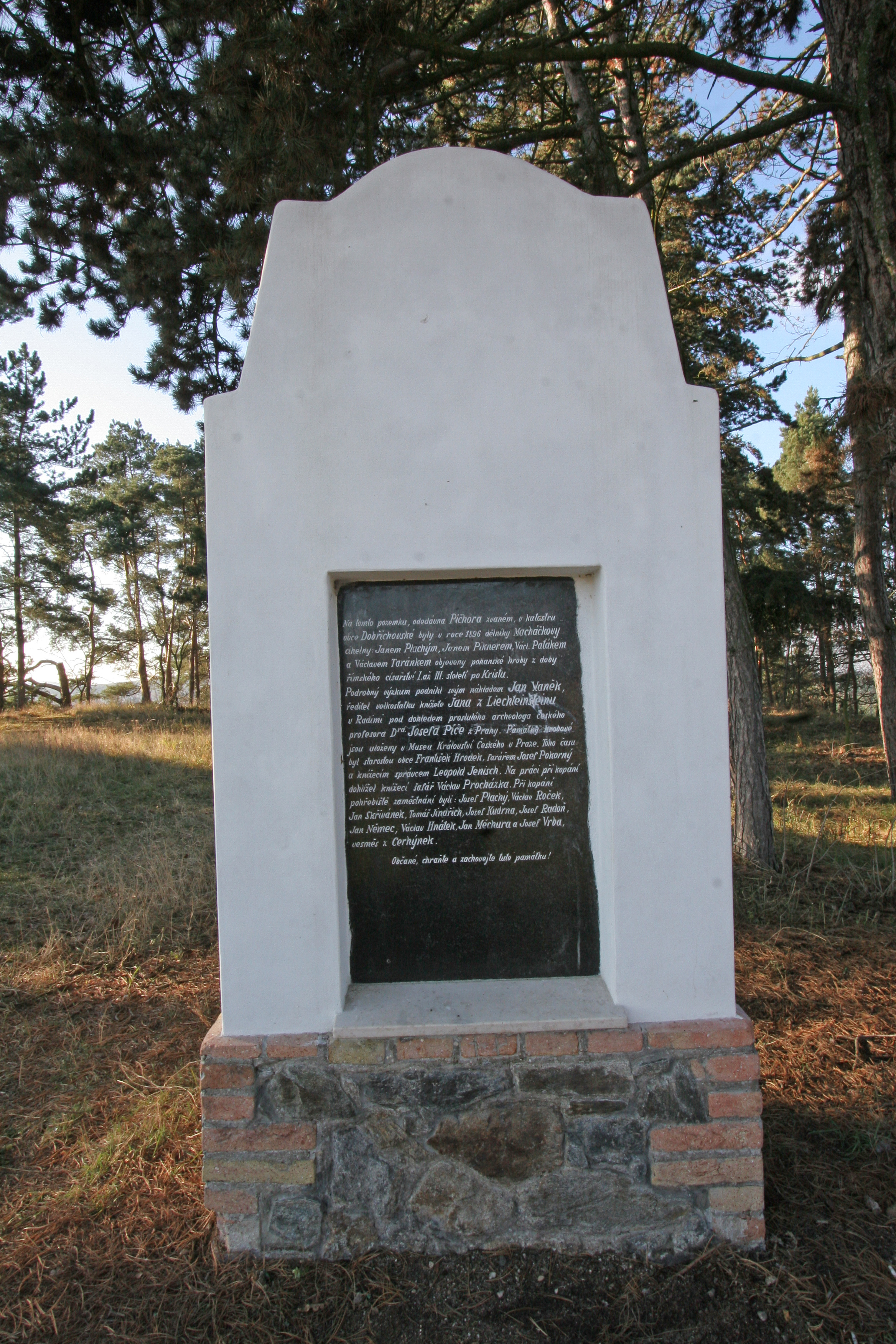
Pomník archeologického nálezu

Na kopci stojí archeologický pomník a řada osvětových informačních zařízení, od informačních panelů až po několikajazyčný akustický informační terminál, který je součástí naučné stezky Stezka Markomanů. Stojí zde dřevěná socha markomanského bojovníka v životní velikosti i rekonstrukce markomanského obydlí. Na kopci stojí též turistický přístřešek a minirozhledna (vyvýšená dřevěná terasa) s výhledem na obec přes několik stromů stojících na úbočí. Další turistické odpočívadlo je u křížku na rozcestí, kde se ze značené turistické trasy odděluje odbočka k vrcholu.
Etymologie jména Pičhora není uspokojivě vysvětlena – místo se tak podle kronik nazývá odpradávna. Bývá zdůrazňováno, že nijak nesouvisí se jménem archeologa Josefa Ladislava Píče. Naopak je připouštěna možná souvislost se jménem nedalekého města Pečky. Původ názvu je spojován například se staročeským slovesem „pičit se“ (= vyčnívat, ukazovat se), v případě města Pečky se uvažuje též o souvislosti s německým výrazem pro pečeť, resp. pečetění.